# Perrébia

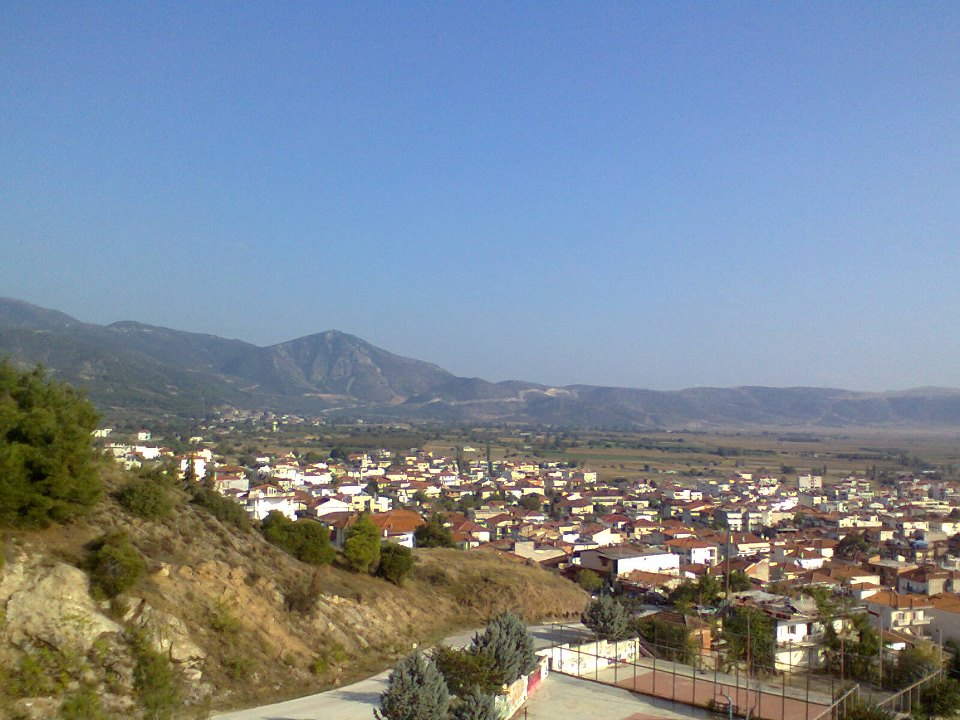
Atual cidade de Elassona, Grécia, na região da antiga Perrébia.

Perrébia (em grego antigo: Περραιβία, ῄ) é o nome antigo de uma região do centro da Grécia. Os perrébios foram um antigo povo grego que viveu no norte da Tessália. A Perrébia era limitada ao norte pelo reino da Macedônia e ao sudeste e sudoeste com as tétrades (distritos)  tessálios de Histiaótis e Pelasgiótis.
Segundo as fontes antigas, seus habitantes, que viviam perto do Monte Olimpo e do vale de Tempe, se apoderaram de Histiaótis. O rio Titarésio, um afluente do Peneu, banhava seu território. Segundo Estrabão, eles mantiveram constantes lutas com os mitológicos lápitas, a quem conseguiram expulsar da Perrébia para as montanhas de Atamânia e Pindo.
Eles participaram da Guerra de Tróia liderados por Guneu (líder dos enianos e perrébios nesta guerra) e também lutaram na Batalha das Termópilas. Sua capital era Falanna, e sua cidade mais importante, ou pólis, era Oloóson, hoje Elassona.
Os perrébios são descritos como uma etnia por Heródoto. Segundo Tucídides, estariam sob controle dos tessálios, pelo menos a partir do século V a.C. Uma passagem de Aristóteles faz alusão a uma antiga guerra entre perrébios e tessálios, que terminou com a submissão dos perrébios pela força das armas. No entanto, os perrébios não foram absorvidos pelos tessálios, porque pertenciam à Anfictiônia de Delfos e porque Heródoto os menciona separados dos tessálios entre os povos que eram favoráveis aos persas..
Filipe II da Macedônia libertou os perrébios da Tessália e submeteu-os ao controle macedônio, sob o qual permaneceram até a conquista romana em 196 a.C. Em uma inscrição de 338-337 a.C., menciona-se que eles se juntaram à Liga de Corinto como uma entidade separada.
As cidades perrébias rendiam culto conjuntamente a Apolo em Oloóson.